# 諸田和典
諸田 和典（もろた かずのり、1984年2月14日 - ）は、日本の男性声優。以前はマウスプロモーション、オブジェクトに所属していた。兵庫県出身。血液型はA型。

## 出演

### テレビアニメ
- そふてにっ（2011年、赤玉中応援団）
- Bloodivores（2016年、囚人）
- 消滅都市（2019年、捜査一課長）
- サマータイムレンダ（2022年、祭り客）

### 劇場アニメ
- ねらわれた学園（2012年、遠山りく）

### Webアニメ
- ハニー東京（東京都民）

### ゲーム
- 侍道4（2011年）
- 逆転オセロニア（2016年、クリムゾントニトルス、グリードドラグーン、金色・クリムゾントニトルス）

### ドラマCD
- アイドライジング!（警備員B）
- シースルー!?
- シロクロネクロ
- 特殊郵便物承ります
- リボンの騎士（乳母、家老、審判員）

### 吹き替え
- iCarly（白人クリス）
- クルードさんちのはじめての冒険（ベルト）

### 舞台
2015年
- 新宿625　第五回公演「歌姫」（神宮寺）

2016年
- LEVELS「観光ホテルオーシャン望海」（日替りゲスト）

2017年
- 新宿625　第六回公演「ぬけがら」
- GK最強リーグ戦2017 LEVELS「one night after 12AM」
- 演劇企画ある 2017夏公演「査察官」
- みけねこ丼 Voice Theater4杯目「ティル・ナ・ノーグ 第3楽章〜ルーと不揃いな双子〜」（神父ジム）

2018年
- ひらさわ×フルタプロジェクト第7弾「禁断のボーダーライン」（ボッチ）

### ラジオ
- 森谷里美の完パケラジオ!（2017年10月20日、27日配信分ゲスト）

### デジタルコミック
2012年
- BeeTV「新宿スワン」（南ヒデヨシ）

2015年
- ENSOKU　MOTION COMICS「夜と怪奇と少女と鉄」（シルクハット男）
- ENSOKU　MOTION COMICS「モーションコミックでウサギさん」（3話、4話）
- ENSOKU　MOTION COMICS「酒本さけの4コマ」（1話、2話）
- ENSOKU　MOTION COMICS「妻は元ヒーロー」（TEL子）
- ENSOKU　MOTION COMICS「イヌギキ」（8話、10話、12話、14話）

2016年 - 2017年
- 小学館　うごくまんがデジコロ「ケシカスくん」（ノリ、男子B、シャーペン、和尚）

### オーディオブック
- FeBe「戦場のコックたち」（2016年）
- FeBe「流」（2017年）